# Emiliano Rigoni
Emiliano Ariel Rigoni (ur. 4 lutego 1993 w Colonia Caroya) – argentyński piłkarz pochodzenia włoskiego występujący na pozycji skrzydłowego, reprezentant Argentyny, od 2025 roku zawodnik meksykańskiego Leónu.

## Kariera klubowa
Rigoni pochodzi z miejscowości Colonia Caroya w prowincji Córdoba. Treningi piłkarskie rozpoczynał w lokalnej drużynie Bochas SC, skąd w wieku dwunastu lat przeniósł się do akademii juniorskiej klubu CA Belgrano z siedzibą w Córdobie – stolicy swojej prowincji. Tam został przekwalifikowany na pozycję skrzydłowego (wcześniej występował głównie jako napastnik). Do pierwszej drużyny został włączony przez szkoleniowca Ricardo Zielinskiego i w argentyńskiej Primera División zadebiutował 4 sierpnia 2013 w przegranym 0:3 spotkaniu z Lanús. Premierowego gola w najwyższej klasie rozgrywkowej strzelił natomiast 16 lutego 2014 w wygranej 3:2 konfrontacji z Boca Juniors. Szybko został jednym z ważniejszych graczy ekipy – choć początkowo często pojawiał się na boiskach jako rezerwowy – i z biegiem czasu wywalczył sobie pewne miejsce w wyjściowym składzie. Ogółem barwy Belgrano reprezentował przez dwa i pół roku bez większych sukcesów.
W styczniu 2016 Rigoni przeszedł do czołowego klubu w kraju – CA Independiente. Władze ekipy z Avellanedy wykupiły 50% praw do jego karty zawodniczej za sumę 1,3 miliona dolarów. Od razu został podstawowym piłkarzem ekipy, jednak gwiazdą ligi został dopiero kilka miesięcy później; po przyjściu do zespołu trenera Ariela Holana. Podczas swojego pobytu w Independiente był najskuteczniejszym zawodnikiem drużyny, mimo iż występował głównie w drugiej linii. Imponował dynamiką, techniką, kondycją i umiejętnością posługiwania się w równym stopniu obiema nogami, współtworząc formację ofensywną z graczami takimi jak Emmanuel Gigliotti czy Ezequiel Barco. Zawodnikiem Independiente pozostawał przez półtora roku, nie odnosząc jednak większych osiągnięć zarówno na arenie krajowej, jak i międzynarodowej.
W sierpniu 2017 Rigoni za sumę 9 milionów euro przeniósł się do rosyjskiego Zenitu Petersburg, podpisując z nim czteroletni kontrakt. W tamtejszej Priemjer-Lidze zadebiutował 10 września 2017 w zremisowanym 0:0 meczu z Dinamem Moskwa.

## Kariera reprezentacyjna
W seniorskiej reprezentacji Argentyny Rigoni zadebiutował za kadencji selekcjonera Jorge Sampaolego, 5 października 2017 w zremisowanym 0:0 meczu z Peru w ramach eliminacji do Mistrzostw Świata w Rosji.